# 160-as busz (Budapest)
A budapesti 160-as jelzésű autóbusz Békásmegyer, HÉV-állomás és az Óbudai rendelőintézet között közlekedik. A vonalat a Budapesti Közlekedési Zrt. üzemelteti. A BKV-s járműveket az Óbudai autóbuszgarázs (illetve késő esténként egy Dél-pesti autóbuszgarázs is) állítja ki.

## Története
2000-ben Halottak napi sűrítőjáratként 160-as jelzéssel közlekedett busz a Békásmegyer, Újmegyeri tér és a Gábor Dénes Főiskola között, érintve az Óbudai temetőt.
2008. szeptember 6-án a 60-as autóbuszvonal kettéválasztásával, és egyik felének a megszűnő Békás-busz nevű vonallal történő összekötésével jött létre a 160-as busz. 2008. november 1-jén és 2-án 160A jelzésű temetői járat közlekedett a Batthyány tér és Óbuda vasútállomás között.
2016. január 16-ától a budai fonódó villamoshálózat átadásakor útvonala jelentősen rövidült, a Batthyány tér helyett csak az Óbudai rendelőintézetig közlekedik. A belváros a 17-es és 19-es és a 41-es villamosokkal érhető el a Bécsi út / Vörösvári út megállóból. A 160-as buszon szóló buszok közlekednek, első ajtós felszállási renddel.
2016. november 5-étől hétköznap 8 és 20 óra között, hétvégén pedig 9 és 20 óra között az Óbudai rendelőintézettől induló buszok érintik a Szent Margit Kórházat.
2018. április 6-ától 15-éig a Bécsi úti villamosok pótlásának segítése miatt a Kolosy térig meghosszabbított útvonalon járt.
2020. november 2-án Békásmegyeren útvonala módosult, a Hősök tere és a Táncsics Mihály utca érintésével közlekedik a 143-as és a 186-os buszok megszűnése miatt.

## Útvonala
| Békásmegyer felé |
| --- |
| Óbudai rendelőintézet vá. – Vörösvári út – Váradi utca – Bécsi út – (Szent Margit Kórház, forduló – Bécsi út –) Pomázi út – Aranyhegyi út – Pusztakúti út – Dózsa György utca – Nád utca – Hollós Korvin Lajos utca – Dózsa György utca – Ezüsthegy utca – Táncsics Mihály utca – Ország út – Békásmegyer H vá. |
| Óbudai rendelőintézet felé |
| Békásmegyer H vá. – Ország út – Pusztadombi utca – Égető utca – Táncsics Mihály utca – Ezüsthegy utca – Dózsa György utca – Hollós Korvin Lajos utca – Nád utca – Dózsa György utca – Pusztakúti út – Aranyhegyi út – Pomázi út – Bécsi út – Vörösvári út – Óbudai rendelőintézet vá.                           |

## Megállóhelyei
| 0 | Békásmegyer H végállomás                   | 29 | 25 | 34, 134, 204, 243, 296 869                                                  |
| ∫ | Doboz utca                                 | 28 | 24 | 243                                                                         |
| 0 | Pusztadombi utca                           | ∫  | ∫  | 243                                                                         |
| 1 | Égető utca                                 | ∫  | ∫  | 243                                                                         |
| 2 | Táncsics Mihály utca                       | ∫  | ∫  | 243                                                                         |
| 3 | Gulácsy Lajos utca                         | 27 | 23 | 243                                                                         |
| 3 | Templom utca                               | 26 | 22 | 243                                                                         |
| 4 | Hősök tere                                 | 25 | 21 | 243                                                                         |
| 4 | Zemplén Győző utca                         | 25 | 21 | 243                                                                         |
| ∫ | Nád utca                                   | 23 | 19 | 243                                                                         |
| 5 | Kert sor                                   | 22 | 18 |                                                                             |
| 7 | Csillaghegy H                              | 20 | 16 | 134, 219                                                                    |
| 8 | Forrásliget lakópark                       | 19 | 15 | 219                                                                         |
| 9 | Mészkő utca                                | 18 | 14 | 219                                                                         |
| 9 | Ürömhegyi lejtő                            | 17 | 13 |                                                                             |
| 10 | Aranyhegyi lejtő                           | 16 | 12 | 218 848 S72 S76 (Óbuda vasútállomás)                                        |
| 11 | Óbudai autóbuszgarázs                      | 15 | 11 | 118, 218 848                                                                |
| 13 | Óbudai temető                              | 14 | 10 | 118, 218, 260 820, 821, 830, 832, 840, 848                                  |
| 14 | Óbudai temető                              | ∫  | ∫  | 118, 218, 260 820, 821, 830, 832, 840, 848                                  |
| 15 | Kubik utca                                 | 13 | 9  | 118, 218, 260                                                               |
| 17 | Bojtár utca (↓) Bojtár utca (Bécsi út) (↑) | 12 | 8  | 118, 218, 260 815, 820, 821, 830, 832, 840, 848                             |
| 18 | Orbán Balázs út                            | 10 | 6  | 218, 260 820, 821, 830, 832, 840, 848                                       |
| 19 | Laborc utca                                | ∫  | ∫  | 218, 260                                                                    |
| ∫ | Bécsi út / Vörösvári út                    | 9  | 5  | 137, 218, 237, 260 1, 1A, 17, 19, 41 800, 815, 820, 821, 830, 832, 840, 848 |
| 21 | Bécsi út / Vörösvári út                    | 8  | 4  | 137, 218, 237, 260 1, 1A, 17, 19, 41 800, 815, 820, 821, 830, 832, 840, 848 |
| ∫ | Perényi út                                 | 6  | 3  | 260                                                                         |
| ∫ | Váradi utca                                | 5  | 2  | 260 17, 19, 41                                                              |
| A Szent Margit Kórházat csak hétköznap 8 és 20 óra között, illetve hétvégén 9 és 20 óra között érinti. |                                            |    |    |                                                                             |
| ∫ | Szent Margit Kórház                        | 3  | ∫  | 260 17, 19, 41                                                              |
| ∫ | Szent Margit Kórház                        | 2  | ∫  | 260 17, 19, 41                                                              |
| ∫ | Váradi utca                                | 1  | 1  | 260 17, 19, 41                                                              |
| 22 | Óbudai rendelőintézet végállomás           | 0  | 0  | 137, 218, 237, 260 1, 1A 820, 821, 830, 832, 840, 848                       |